# Jan Rąb
Jan Stanisław Rąb (ur. 30 października 1919 w Krasnem, zm. 16 marca 1989) – polski ksiądz katolicki, pedagog, pisarz i historyk regionu, autor wielu prac literackich, w tym przewodników turystycznych, badacz biografii Wincentego Pola.

## Życiorys
Urodził się w chłopskiej rodzinie Józefa Rąba i Marii z domu Chadała. Od 1930 uczęszczał do I Gimnazjum im Ks. Stanisława Konarskiego w Rzeszowie, gdzie w 1938 zdał egzamin dojrzałości. W 1938 wstąpił do Seminarium Duchownego w Przemyślu. Święcenia kapłańskie otrzymał w 1943. Studiował teologię na Uniwersytecie Jagiellońskim. Pracował jako wikariusz na parafiach w Mrowli, Przybyszówce i w Iwoniczu. W 1950 został mianowany wikariuszem eksponowanym w Iwoniczu-Zdroju. Oprócz prowadzonej pracy duszpasterskiej, zajął się intensywnie odbudową zdrojowego kościoła. W wyniku jego starań 25 lutego 1957 biskup Franciszek Barda wydzielił z dotychczasowej parafii Iwonicz samodzielną parafię Iwonicz-Zdrój. Jej pierwszym proboszczem został ks. J. Rąb. Od 1967 dziekan dekanatu rymanowskiego. Od 1975 kanonik gremialny Brzozowskiej Kapituły Kolegiackiej. W 1974 obronił pracę doktorską Kapituła Kolegiacka w Brzozowie.
Był autorem ponad 300 prac dotyczących duszpasterstwa, historii kościoła, monografii historycznych ale też radiestezji, którą się zajmował. Są to m.in.: Zarys dziejów parafii diecezji przemyskiej, Krasne, wieś obok Rzeszowa, Iwonicz-Zdrój i okolica T I i II, Kościelne dzieje Brzozowa, Słownik Biograficzny wybitnych ludzi jasielskiego. Na szczególną uwagę zasługują jego przewodniki turystyczne: Krosno nad Wisłokiem, Województwo krośnieńskie, Iwonicz-Zdrój, Rymanów-Zdrój i okolice (cztery wydania).

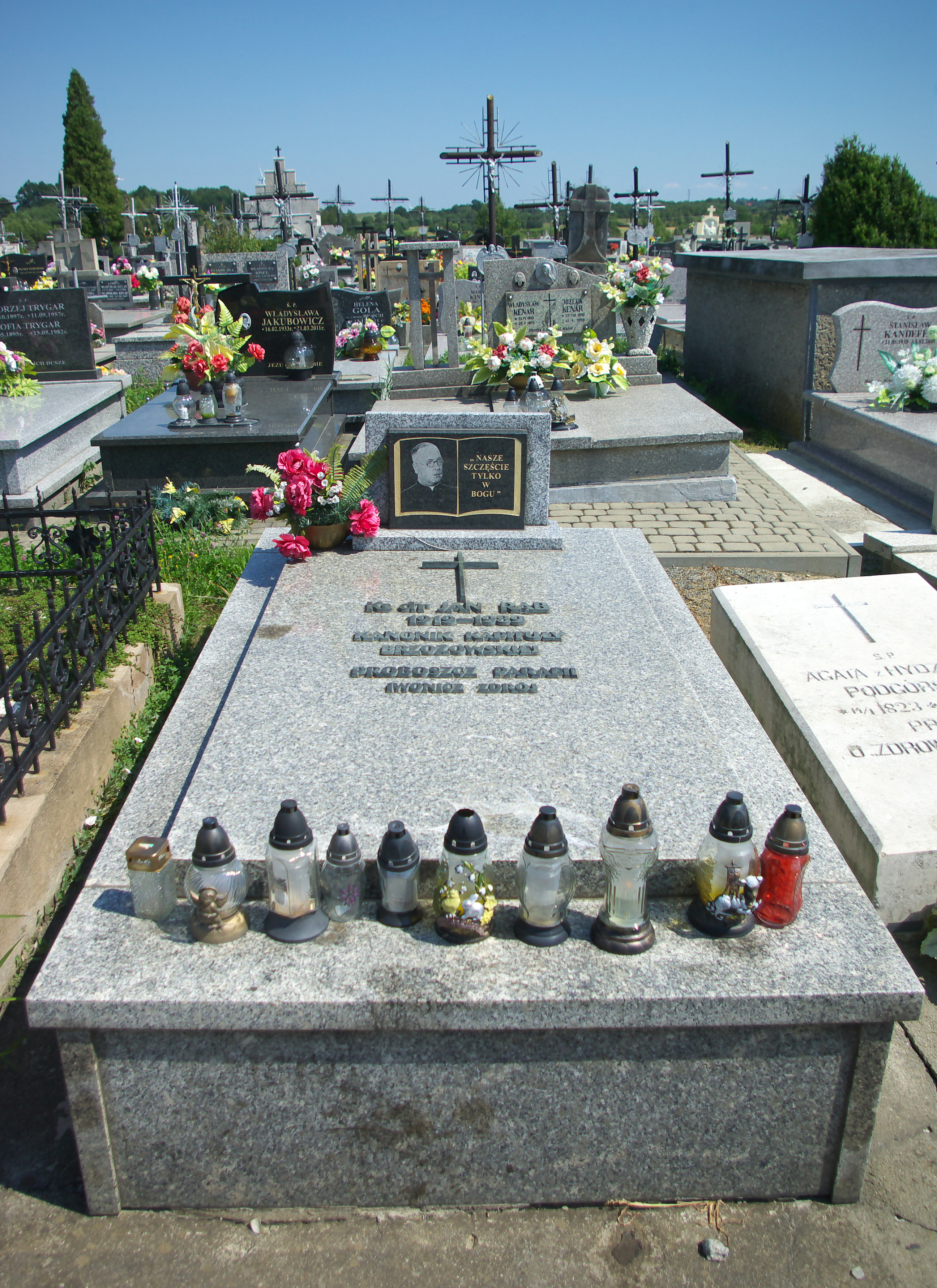
Nagrobek ks. Jana Rąba

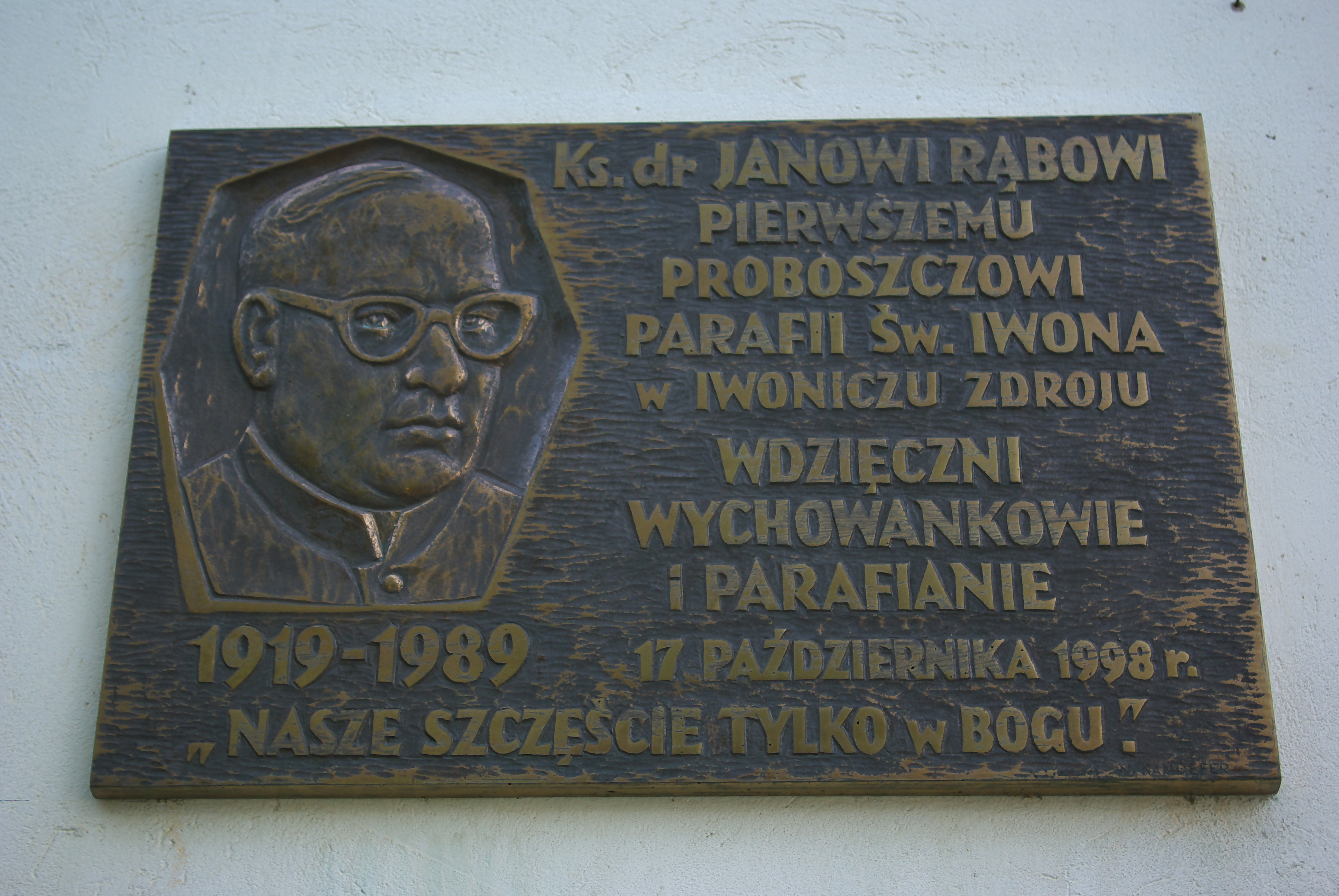
Tablica upamiętniająca Jana Rąba na ścianie kościoła pw. Matki Bożej Uzdrowienia Chorych w Iwoniczu-Zdroju

Został pochowany na starym cmentarzu w Iwoniczu.
W uznaniu zasług dla parafii i miejscowości poświęcono mu pamiątkową tablicę na ścianie nowego kościoła w Iwoniczu-Zdroju. Szkoła Podstawowa w Iwoniczu-Zdroju otrzymała w 2005 roku jego imię. Jego wychowankowie organizują cyklicznie zjazdy byłych ministrantów.